# Кукулянська дача
Кукуля́нська да́ча — ботанічний заказник місцевого значення.
Розташований у кварталах 17-18 Піщанського лісництва Крижопільського держлісгоспу у межах Піщанської селищної ради. Оголошений відповідно до Рішення Вінницького облвиконкому № 371 від 29.08.1984 р., та № 91 від 03.04.1990 р.
Охороняється цінна ділянка грабової діброви на схилах р. Кам'янка з участю дубових лісонасаджень, в трав'яному покриві якої зростає цінна рідкісна в області лікарська рослина — горицвіт.
Заказник являє собою цінну ділянку стиглих лісонасаджень дуба звичайного та дубових молодняків. Переважають дубові ліси кизилові віком понад 100 років. Це рідкісне для України угруповання, занесене до Зеленої книги України. Із трав'янистих рослин у верхній частині схилу переважають конвалієві, нижче — зірочникові угруповання. В склад цих угруповань входить ядро інших субсередземноморських видів — перлівка ряба і одноквіткова, холодок тонколистий, молочай мигдалевидний. Особливу цінність становить популяція горицвіту весняного.